# Xyris paradisiaca
Xyris paradisiaca es una especie de plantas fanerógamas perteneciente a la familia Xyridaceae. Es originaria de Brasil. 

## Taxonomía
Xyris paradisiaca fue descrita por Maria das Graças Lapa Wanderley y publicado en Hoehnea 13: 31. 1986.